# Olympische Winterspiele 1948/Teilnehmer (Kanada)
| Gelbes Symbol für Goldmedaillen mit stilisierten Olympischen Ringen | Graues Symbol für Silbermedaillen mit stilisierten Olympischen Ringen | Braundes Symbol für Bronzemedaillen mit stilisierten Olympischen Ringen |
| ------------------------------------------------------------------- | --------------------------------------------------------------------- | ----------------------------------------------------------------------- |
| 2                                                                   | —                                                                     | 1                                                                       |

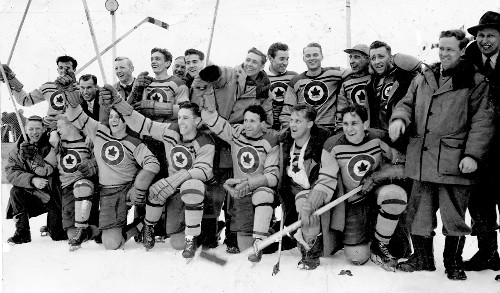
Die siegreiche kanadische Eishockeymannschaft

Kanada nahm an den V. Olympischen Winterspielen 1948 in St. Moritz mit einer Delegation von 28 Athleten, davon vier Frauen, teil.
| Eishockey                       | Murray Dowey Frank Dunster Jean Gravelle Patsy Guzzo Wally Halder Ted Hibberd Henri-André Laperrière Louis Lecompte George Mara Albert Renaud Reg Schroeter Irving Taylor | –                 | Gold   | Trainer war Frank Boucher         |  |  |  |
| Eisschnelllauf                  | Gordon Audley | 500 m             | 17     |                                   |  |  |  |
| Eisschnelllauf                  | Ab Hardy | 500 m             | 19     |                                   |  |  |  |
| Eisschnelllauf                  | Ab Hardy | 1500 m            | 29     |                                   |  |  |  |
| Eisschnelllauf                  | Craig MacKay | 500 m             | dnf    |                                   |  |  |  |
| Eisschnelllauf                  | Craig MacKay | 5000 m            | 14     |                                   |  |  |  |
| Eisschnelllauf                  | Craig MacKay | 10.000 m          | 13     |                                   |  |  |  |
| Eisschnelllauf                  | Frank Stack | 500 m             | 6      |                                   |  |  |  |
| Eisschnelllauf                  | Frank Stack | 1500 m            | 27     |                                   |  |  |  |
| Eiskunstlauf                    | Wallace Diestelmeyer | Herren            | 12     |                                   |  |  |  |
| Eiskunstlauf                    | Wallace Diestelmeyer | Paarlauf          | Bronze | zusammen mit Suzanne Morrow       |  |  |  |
| Ski Alpin                       | Harvey Clifford | Abfahrt           | 28     |                                   |  |  |  |
| Ski Alpin                       | Harvey Clifford | Kombination       | 21     |                                   |  |  |  |
| Ski Alpin                       | Harvey Clifford | Slalom            | 19     |                                   |  |  |  |
| Ski Alpin                       | Albert Irwin | Abfahrt           | 56     |                                   |  |  |  |
| Ski Alpin                       | Albert Irwin | Kombination       | 49     |                                   |  |  |  |
| Ski Alpin                       | Albert Irwin | Slalom            | 37     |                                   |  |  |  |
| Ski Alpin                       | Bill Irwin | Abfahrt           | 60     |                                   |  |  |  |
| Ski Alpin                       | Bill Irwin | Kombination       | 36     |                                   |  |  |  |
| Ski Alpin                       | Bill Irwin | Slalom            | 50     |                                   |  |  |  |
| Ski Alpin                       | Hector Sutherland | Abfahrt           | 28     |                                   |  |  |  |
| Ski Alpin                       | Hector Sutherland | Kombination       | 23     |                                   |  |  |  |
| Ski Alpin                       | Hector Sutherland | Slalom            | 28     |                                   |  |  |  |
| Ski Nordisch                    | Laurent Bernier | Spezialsprunglauf | 46     |                                   |  |  |  |
| Ski Nordisch                    | Tom Dennie | 18-km-Langlauf    | 73     |                                   |  |  |  |
| Ski Nordisch                    | Bill Irwin | 18-km-Langlauf    | 81     |                                   |  |  |  |
| Ski Nordisch                    | Bill Irwin | Kombination       | 37     |                                   |  |  |  |
| Ski Nordisch                    | Bill Irwin | Spezialsprunglauf | 39     |                                   |  |  |  |
| Ski Nordisch                    | Tom Mobraaten | Spezialsprunglauf | 39     |                                   |  |  |  |
|                                 | |                   |        |                                   |  |  |  |
| Weibliche Teilnehmer aus Kanada | |                   |        |                                   |  |  |  |
| Sportart                        | Sportler | Disziplin         | Platz  | Bemerkung                         |  |  |  |
| Eiskunstlauf                    | Suzanne Morrow | Damen             | 14     |                                   |  |  |  |
| Eiskunstlauf                    | Suzanne Morrow | Paarlauf          | Bronze | zusammen mit Wallace Diestelmeyer |  |  |  |
| Eiskunstlauf                    | Barbara Ann Scott | Damen             | Gold   |                                   |  |  |  |
| Eiskunstlauf                    | Marilyn Ruth Take | Damen             | 12     |                                   |  |  |  |
| Ski Alpin                       | Rhona Wurtele | Abfahrt           | 37     |                                   |  |  |  |